# 네부타

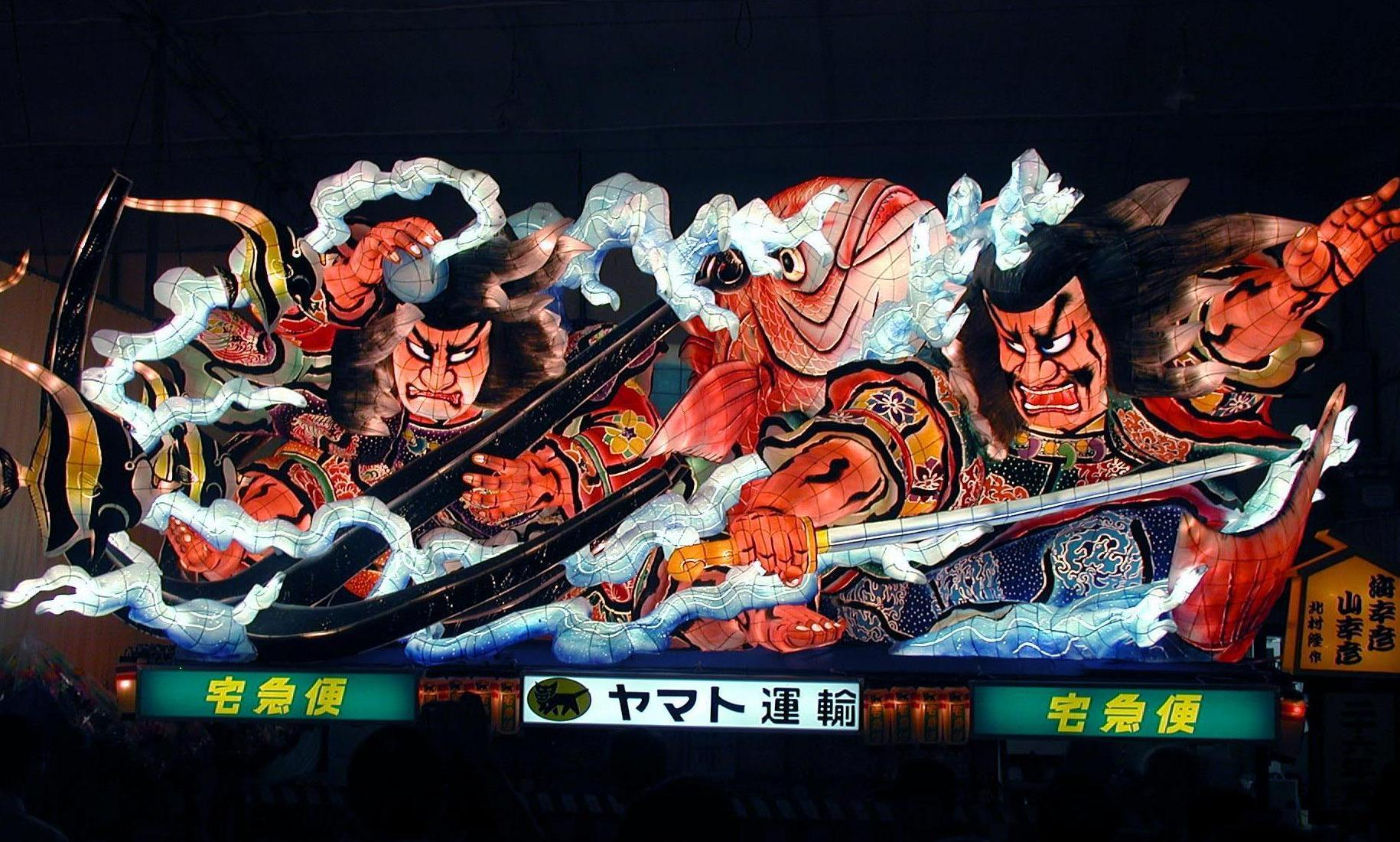
네부타마쓰리 (2010년)

네부타(일본어: ねぶた)는 동일본 각지, 특히 아오모리현 각지에서 열리는 여름 축제의 일종이다. 유명한 네부타 축제로는 아오모리 네부타와 히로사키 네부타가 있다.